# Kadada (Sura)
Die Kadada (russisch Кадада; im Oberlauf Елань-Кадада (Jelan-Kadada)) ist ein linker Nebenfluss der Sura in den russischen Oblasten Uljanowsk und Pensa.
Die Kadada entspringt im äußersten Südwesten der Oblast Uljanowsk am Rande der Wolgaplatte. 
Sie fließt anfangs in westlicher Richtung in die Oblast Pensa, später wendet sie sich allmählich nach Nordwesten. 2 km östlich von Tschaadajewka mündet sie schließlich in den Oberlauf der Sura. 
Die Kadada hat eine Länge von 150 km. Sie entwässert ein Areal von 3620 km². Der mittlere Abfluss nahe der Mündung beträgt 9,41 m³/s.